# Jahrmarkt der Eitelkeit

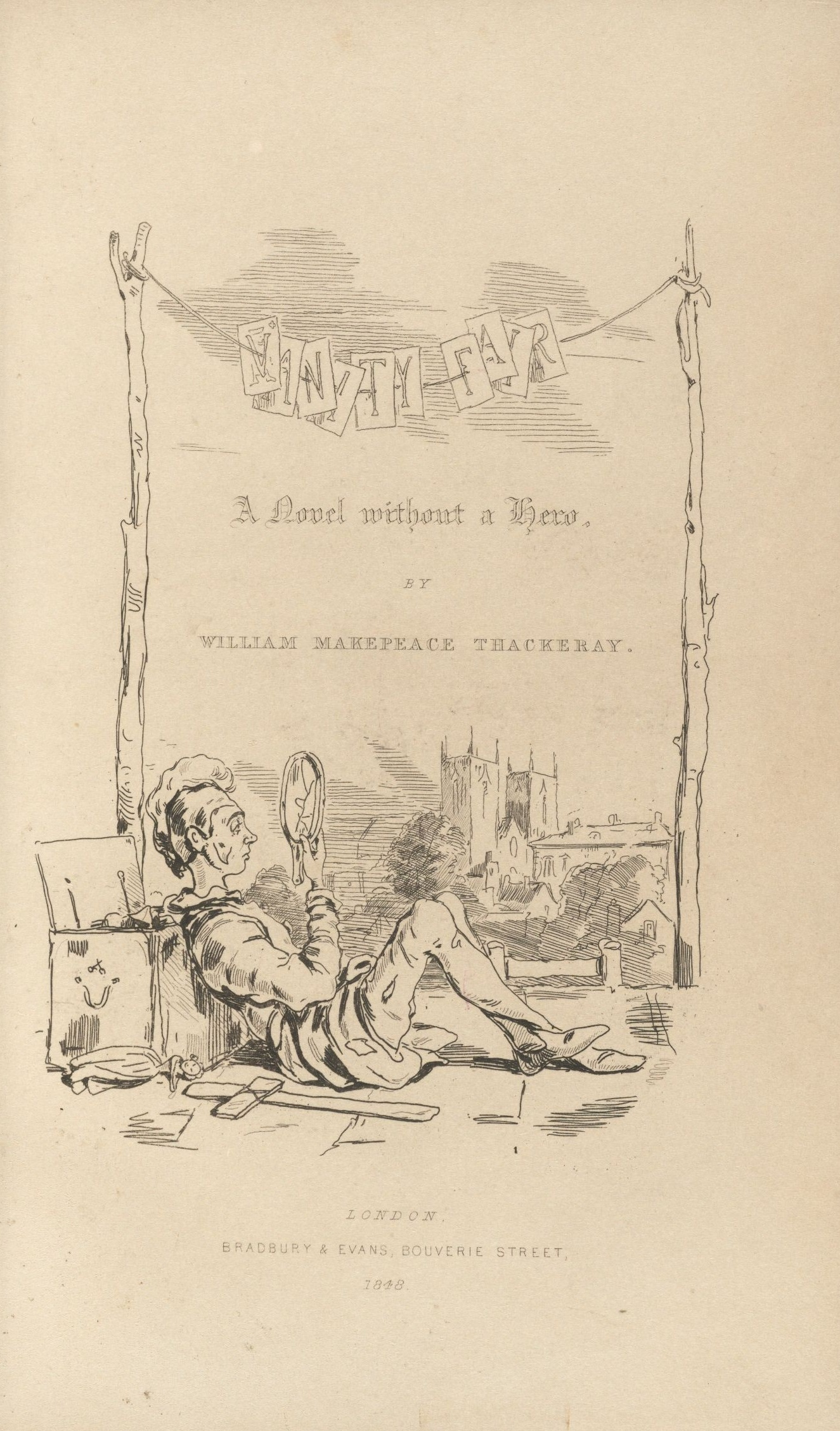
Titelseite der Erstausgabe, 1848

Jahrmarkt der Eitelkeit (englischer Originaltitel: Vanity Fair or A Novel without a Hero, 1847/1848 in Fortsetzungen im Londoner Satiremagazin Punch erschienen; deutsch 1849) ist ein Werk des englischen Schriftstellers William Makepeace Thackeray, der neben Charles Dickens und George Eliot als der bedeutendste Vertreter der Literatur des Viktorianischen Zeitalters gilt. Der Gesellschaftsroman bietet ein facettenreiches, alle sozialen Klassen einschließendes Bild der Londoner Gesellschaft zu Anfang des 19. Jahrhunderts und zeichnet sich durch seinen ironischen Stil und seine präzise Darstellung der handelnden Figuren und ihrer Charaktere aus.
Im Jahr 2015 wählten 82 internationale Literaturkritiker und -wissenschaftler den Roman zu einem der bedeutendsten britischen Romane.

## Rahmen der Handlung
Thackerays Roman ist zeitlich im vorviktorianischen und vorindustriellen England angesiedelt, den äußeren Bezugsrahmen der Handlung bilden die Befreiungskriege der europäischen Staaten gegen Frankreich und seinen Herrscher Napoleon sowie die sich daran anschließenden zwei Jahrzehnte. Der Sieg der Koalitionsarmeen über Napoleon in der Schlacht bei Waterloo 1815 ist der zentrale Wendepunkt des epischen Werks.
Auf Kritik an den vorherrschenden viktorianischen Gesellschaftsstrukturen verweist der Romantitel, welcher sich auf John Bunyans Werk Pilgerreise zur seligen Ewigkeit von 1678 bezieht. Dort ist der Markt der Eitelkeiten ein von Sünde durchzogener Ort. Der konkrete Zeitpunkt der Handlung wird erstmals evident, als der Börsenmakler Sedley im Zuge der Rückkehr Napoleons aus Elba sein Vermögen verliert, dieser Zeitpunkt wird im Roman konkret mit dem März 1815 benannt. Ab dort wird der Zeitpunkt der Handlung, die sich bis ins Jahr 1830 (mit der Julirevolution in Frankreich) hinzieht, recht exakt fixiert.
Den räumlichen Bezugsrahmen bildet die Hauptstadt London mit einigen ihrer in sozialer Hinsicht disparaten Stadtteile. Topographischer Mittelpunkt des Romans ist der Russell Square im Stadtteil Bloomsbury, auf halbem Weg zwischen der von Börse, Banken und Kanzleien beherrschten City, dem mondänen West End, dem großbürgerlich-aristokratischen Mayfair, dem Hyde Park und dem Regent’s Park gelegen. Weniger vornehm geht es in der südwestlichen Vorstadt Brompton zu; der beschauliche, westliche Vorort Chiswick spielt ebenfalls eine Rolle. Außerhalb Londons zählen der (fiktive) Landsitz Queen’s Crawley in der Grafschaft Hampshire, die Hafenstadt Southampton und das angesehene Küstenbad Brighton in Sussex zu den Romanschauplätzen; auf die Universitäten von Oxford und Cambridge wird im Text des Öfteren hingewiesen. Teile der Handlung spielen außerhalb Englands – in Brüssel vor, während und nach der Schlacht bei Waterloo (1815) und in Paris, in Indien, auf Seeschiffen, am Rhein und schließlich auch in Pumpernickel, der fiktiven Residenzstadt eines deutschen Kleinfürstentums. Ebenso fiktiv sind die meisten Straßenadressen in den verschiedenen Londoner Stadtteilen mit Ausnahme des Russell Square.

## Zusammenfassung der Handlung

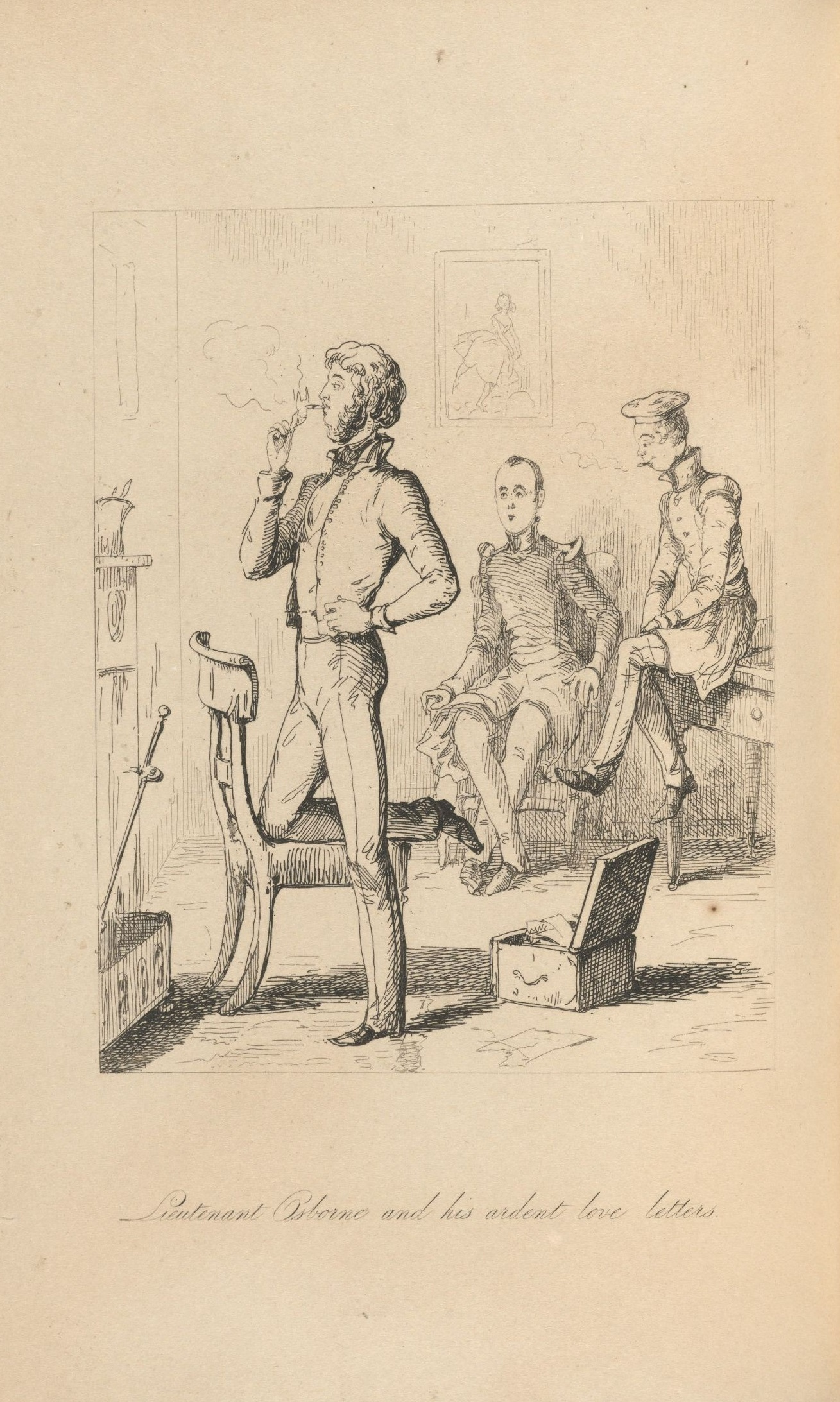
Illustration, 1848

Die Geschichte beginnt in Miss Pinkertons "Erziehungsanstalt für junge Damen", wo Becky Sharp und Amelia Sedley soeben ihr Studium abgeschlossen haben und sich auf ihre Abreise in Amelias Haus am Russell Square vorbereiten. Becky wird als willensstarke und gewandte junge Frau beschrieben, die entschlossen ist, sich in der Gesellschaft zu behaupten und ihren Weg zu gehen, Amelia hingegen als gutmütiges, liebenswertes, aber einfältiges junges Mädchen.
Am Russell Square wird Becky Sharp dem schneidigen, egozentrischen Captain George Osborne vorgestellt (mit dem Amelia von frühester Jugend an verlobt ist), sowie auch Amelias Bruder, Joseph „Joe“ Sedley, einem tollpatschigen und prahlerischen, aber reichen Angehörigen der Britischen Ostindien-Kompanie, der gerade ins Vereinigte Königreich zurückgekehrt ist. Eine Zeit lang bemüht sich Becky um Joe, in der Hoffnung, ihn heiraten zu können, aber sie scheitert an Warnungen Captain Osbornes Joe gegenüber, an Sedleys Schüchternheit und dessen übergroßer Verlegenheit darüber, dass Becky gesehen hat, wie er sich betrunken danebenbenommen hat.
Becky Sharp verabschiedet sich schließlich von der Familie Sedley und tritt in die Dienste des plumpen und verdorbenen Baronet Sir Pitt Crawley, der sie als Gouvernante für seine Töchter engagiert. Ihr Benehmen in Sir Pitts Haus bringt ihr seine Gunst ein, und nach dem vorzeitigen Tod seiner zweiten Frau bittet er Becky um ihre Hand, nur um zu erfahren, dass sie bereits heimlich mit seinem zweitältesten Sohn, Rawdon Crawley, verheiratet ist.
Sir Pitts ältere Halbschwester, die alte Jungfer Crawley, ist sehr reich, da sie das Vermögen ihrer Mutter in Höhe von 70.000 Pfund geerbt hat. Wem sie diesen großen Wohlstand einst hinterlassen wird, ist von jeher ein brennender Konfliktherd zwischen den verschiedenen Zweigen der Familie Crawley, die schamlos um ihre Gunst wetteifern.
Ursprünglich war Captain Rawdon Crawley Miss Crawleys Liebling. Und eine Zeit lang geriert sich Becky als Miss Crawleys Freundin, um deren ergebene Miss Briggs zu verdrängen und sich selbst an ihre Stelle zu setzen, bis herauskommt, dass sie mit Miss Crawleys Neffen verbandelt ist. Diese missliche Verbindung erregt Miss Crawleys Unmut so sehr, dass sie ihren Neffen enterbt und stattdessen seinen wichtigtuerischen und pedantischen älteren Bruder, der auch Pitt Crawley heißt, einsetzt. Das Ehepaar, Becky und Rawdon, ist daraufhin massiv bemüht, sich mit Miss Crawley wieder zu versöhnen, und diese lenkt schließlich etwas ein, empfängt aber nur ihren Neffen und weigert sich, ihr Testament zu ändern.
Während Becky Sharp dennoch in der Welt allmählich emporklettert, hat Amelias Vater, John Sedley, Bankrott angemeldet. Die Sedleys und die Osbornes waren einst eng verbunden, aber die Beziehungen zwischen den beiden Familien zerfallen, als die Sedleys finanziell ruiniert sind. Die Hochzeit zwischen Amelia und George Osborne wird daraufhin untersagt. George, dahingehend gedrängt von seinem Freund Dobbin, entscheidet sich schließlich, Amelia gegen den Willen seines Vaters zu heiraten, und wird infolgedessen enterbt.
Während sich diese persönlichen Schicksale entfalten, droht ein neuer Krieg mit Napoleon, der Elba verlassen hat und wieder Herrscher über Frankreich ist. George Osborne und William Dobbin machen Urlaub in Brighton, wo sie Becky und Captain Crawley begegnet sind. Der Urlaub wird überraschend abgebrochen. Die drei Soldaten  erhalten ganz plötzlich Marschbefehl nach Brüssel. Schon jetzt ist der frischverheiratete Osborne seiner Angetrauten Amelia überdrüssig und fühlt sich mehr und mehr zu Becky hingezogen, die seine Avancen erwidert.
Auf einem Ball in Brüssel (der auf dem berühmten Ball der Herzogin von Richmond am Vorabend der Schlacht von Waterloo basiert) gibt George Becky eine Nachricht, mit der er sie auffordert, mit ihm durchzubrennen. Wenig später bedauert er dies schon wieder und versöhnt sich mit Amelia, die von den Aufmerksamkeiten, die ihr Mann ihrer früheren Freundin schenkte, tief verletzt ist. Bereits am Morgen nach ihrer Versöhnung wird Osborne zusammen mit Captain Crawley und Dobbin nach Waterloo geschickt und lässt Amelia vollkommen verstört zurück. Becky hingegen steht der Abreise ihres Gatten nahezu gleichgültig gegenüber. Sie versucht Amelia aufzuheitern, diese aber reagiert verärgert, weil sie entsetzt ist über Beckys Flirt mit George und deren Mangel an Sorge über Captain Crawley. Becky wiederum weist diesen Rüffel zurück, was zu einem jahrelangen Zerwürfnis zwischen den beiden Frauen führt.
Becky ist auch nicht sonderlich beunruhigt darüber, wie der Krieg ausgehen könnte. Sollte Napoleon gewinnen, plant sie, die Geliebte eines von dessen Marschällen zu werden. Inzwischen verzeichnet sie Gewinne, indem sie ihre Kutsche und ihre Pferde zu überhöhten Preisen an den von Angst getriebenen Joe Sedley vermietet, der aus der Stadt fliehen will, wo die belgische Bevölkerung offen pro-napoleonisch eingestellt ist.
Captain Crawley überlebt, aber George Osborne stirbt auf dem Schlachtfeld. Amelia gebiert ihm posthum einen Sohn, der auch George genannt wird. Sie kehrt zurück zu ihren Eltern, wo sie in manierlicher Armut lebt. Jetzt, da sein Freund George tot ist, erklärt Dobbin, der der Pate des jungen George ist, der verwitweten Amelia nach und nach seine Liebe, indem er ihr und ihrem Sohn kleine Aufmerksamkeiten zukommen lässt. Diese aber hängt zu sehr an Georges Erinnerung, um seine Gefühle zu erwidern. Tieftraurig darüber geht Dobbin für ein paar Jahre nach Indien.
Inzwischen hat auch Becky einen Sohn, der den Namen seines Vaters, Rawdon Crawley, trägt, aber anders als Amelia, die in ihren Sohn vernarrt ist und diesen sogar verwöhnt, ist Becky eine kalte und unnahbare Mutter. Sie setzt ihren Aufstieg zunächst im Nachkriegs-Paris und dann in London fort, wo sie vom großen Marquis of Steyne protegiert wird, der sie heimlich aushält und sie in die Londoner Gesellschaft einführt. Trotz ihrer niedrigen Herkunft ist ihr Erfolg unaufhaltsam, und sie wird schließlich sogar am Hofe des Prinzregenten persönlich eingeführt.
Becky und Rawdon erscheinen als finanziell erfolgreich, aber ihr Wohlstand und hoher Lebensstandard sind in Wahrheit nur Schall und Rauch. Rawdon ist ein Spieler und verdient Geld als Abzocker. Becky nimmt Geld und Plunder von ihren vielen Bewunderern und verkauft wieder, was sich in Geld umsetzen lässt. Außerdem leiht sie sich häufig Geld von diesem und jenem und zahlt nur selten ihre Rechnungen. So lebt das Paar hauptsächlich auf Kredit, und während Rawdon zu beschränkt erscheint, sich die Folgen seiner Lebensweise bewusst zu machen, weiß zumindest Becky, dass durch ihr Verhalten zwei unschuldige Menschen in den Ruin getrieben wurden: ihre Bedienstete, Miss Briggs, deren Ersparnisse Becky sich geliehen und verprasst hat, und ihr Vermieter, Raggles, der früher Butler bei den Crawleys war und der seine Ersparnisse in das Stadthaus investiert hat, das Becky und Rawdon gemietet haben und für das sie ihm die Miete schuldig bleiben.
Becky betrügt auch diverse Gastwirte, Müller, Schneider, Gemüsehändler und andere Geschäftsleute, die ihr Kredit geben. Ihr und Rawdon gelingt es immer wieder, Kredit zu bekommen, indem sie alle Welt glauben machen, dass sie vom jeweils anderen Geld erhalten hätten, oder sie schinden Zeit bei ihren Gläubigern, indem sie darauf verweisen, dass Rawdon Miss Crawley beerben wird oder ein Stipendium von Sir Pitt erhält.
Schließlich wird Becky einer außerehelichen Affäre mit dem Marquis of Steyne verdächtigt, womöglich durch Rawdon dazu ermutigt, sich für Geld und Förderung zu prostituieren.
Tatsächlich wird auf der Höhe ihres Erfolges Beckys finanzielle Beziehung zum reichen und mächtigen Marquis of Steyne aufgedeckt, weil Rawdon wegen seiner Schulden in Haft kommt. Die Frau von Rawdons Bruder, Lady Jane, zahlt das Lösegeld für ihn, und Rawdon überrascht Becky und Steyne in einer kompromittierenden Situation. Rawdon verlässt daraufhin seine Frau und wird durch das Amt des Marquis of Steyne als Gouverneur nach Coventry Island geschickt, um aus dem Weg zu sein. Rawdon aber fordert den alternden Marquis zum Duell.
Becky, die jetzt sowohl den Ehemann als auch ihre Glaubwürdigkeit verloren hat,  geht auf Steynes Rat außer Landes. Rawdon und sein Sohn kommen bei Pitt Crawley und Lady Jane unter.
Als Becky geht, folgt ihr der Schatten des Marquis of Steyne. Wo immer sie in Europa in der besseren Gesellschaft auftaucht, gibt es jemanden, der über ihre Machenschaften mit Steyne Bescheid weiß und die Gerüchte weiter verbreitet; Steyne selbst vertreibt sie aus Rom.
Als Amelias geliebter Sohn heranwächst, will sein inzwischen versöhnter Großvater Osborne ihn aus dem Haushalt der verarmten Amelia in den seinen aufnehmen. Amelia ist bewusst, dass dieser ihrem Sohn weitaus mehr bieten kann für den Start in ein besseres Leben, als sie oder ihre Familie es könnten, und sie stimmt zu.
Nach inzwischen zwölf Jahren kehren Joe Sedley und auch Dobbin zurück in das Vereinigte Königreich. Dobbin erklärt erneut seine unveränderte Liebe zu Amelia, aber obwohl diese ihn sehr mag, sagt sie ihm, dass sie ihren verstorbenen Mann nicht vergessen kann. Dobbin freundet sich mit dem jungen George an und hat mit seiner gütigen und standfesten Art einen guten Einfluss auf das verwöhnte Kind.
Dobbin vermittelt auch eine Versöhnung zwischen Amelia und ihrem Schwiegervater Osborne. Der Tod von Amelias Vater geht diesem Treffen voraus, und schon wenig später stirbt auch der alte Osborne. Es wird offenbart, dass dieser seinen Letzten Willen geändert und sein großes Vermögen zur Hälfte dem jungen George hinterlassen hat. Auch Amelia erhält eine großzügige jährliche Zuwendung. Den Rest hat er zwischen seinen Töchtern, Miss Osborne und Mrs. Bullock, aufgeteilt, die Amelia und George das Geld neiden.
Nach dem Tode des alten Mr. Osborne machen Amelia, Joe, George und Dobbin eine Reise nach Deutschland, wo sie der inzwischen notleidenden Becky begegnen. Sie trifft auf den jungen George an einem Kartenspieltisch. Becky kann Joe erneut verzaubern, obwohl ihr Charakter jetzt vollkommen verdorben ist und sie übermäßig viel trinkt. Sie hat auch ihre Singstimme verloren und viel von ihrem guten Aussehen und verbringt ihre Zeit fast ausschließlich mit Kartenhaien und Betrügern.
Den flehenden Bitten von Joe folgend lässt Amelia sich, sehr zu Dobbins Missfallen, auf eine Versöhnung ein, als deutlich wird, dass Beckys Verbindung zu ihrem Sohn vollkommen abgerissen ist. Dobbin streitet mit Amelia darüber, bis er begreift, dass er seine Liebe an eine Frau verschwendet, die zu einfältig ist, sie zu erwidern. Becky wiederum zeigt Amelia in einem Moment, in dem ihr Gewissen sie antreibt, die Nachricht, die ihr Amelias verstorbener Mann geschrieben hat, mit der Aufforderung, mit ihm durchzubrennen. Dadurch wird Amelias Idealbild von George zerstört, und so erklärt sie in einer eigenen Nachricht Dobbin ihre Liebe.
Becky setzt ihre Verführung von Joe fort und gewinnt die Kontrolle über ihn. Schließlich stirbt er an einem geheimnisvollen Leiden, nicht ohne ihr eine beträchtliche Summe in seiner Lebensversicherung hinterlassen zu haben. Mit Joes Tod hat sie ihr Vermögen gemacht.
Durch eine Laune des Schicksals stirbt Rawdon allerdings einige Wochen vor seinem älteren Bruder, dessen Sohn auch bereits verstorben ist. Der Titel des Baronet geht daher auf Rawdons Sohn über. Hätte er seinen Bruder nur um kurze Zeit überlebt, wäre er Sir Rawdon Crawley und Becky Lady Crawley geworden, ein Titel, den sie dennoch in ihrem weiteren Leben benutzt.
Zum Ende des Romans erfährt man, dass Dobbin Amelia geheiratet hat, aber obwohl er sie stets mit großer Güte behandelt, gewinnt er nie die Liebe zurück, die er einst für sie empfunden hatte. Auch Becky taucht noch einmal auf, so hochfahrend wie immer verkauft sie billigen Schmuck auf einem Markt, angeblich für unterschiedliche gemeinnützige Zwecke. Sie kann wieder ganz gut leben, weil ihr Sohn, der Baronet, sie (trotz ihrer vergangenen Gleichgültigkeit und ihres Desinteresses ihm gegenüber) finanziell unterstützt. Allerdings lehnt er jede weitere Verbindung und jeden Kontakt mit ihr ab.

## Figuren

### Hauptfiguren
- Rebecca Sharp (Becky Sharp), Tochter eines verschuldeten Künstlers aus dem Londoner Amüsierviertel Soho und einer französischen Balletttänzerin, Zögling von Miss Pinkertons Erziehungsanstalt für junge Damen; gewissenlose, aber brillant schauspielernde Angehörige der Bohème, die sich ihren Aufstieg in höhere Gesellschaftsschichten mit lauteren und unlauteren Mitteln erkämpft; zunächst Gouvernante im Dienst der Crawleys auf Queen’s Crawley, später Gattin von Oberst Rawdon Crawley und Mutter ihres gemeinsamen Sohnes, des kleinen Rawdy.
- Amelia Sedley, gutherzige Freundin Rebekkas und ebenfalls Zögling von Miss Pinkertons Anstalt; seit ihrer Kindheit mit George Osborne verlobt, den sie später heiratet; Mutter ihres gemeinsamen Sohnes, des kleinen Georgy; viele Jahre nach George Osbornes Tod ehelicht sie Major William Dobbin und schenkt ihm eine Tochter.
- Joseph Sedley (Joe Sedley), älterer Bruder von Amelia; ewiger Junggeselle, Zivilbeamter und Steuereintreiber im Dienst der Krone und der Ostindischen Kompanie in Indien; lukullischen Genüssen und modischer Bekleidung zugeneigt.
- Mr. Sedley (der alte Sedley), humoriger Vater von Joseph und Amelia; zunächst erfolgreicher Börsenspekulant, später Bankrotteur, der seinen Lebensabend in seelischem und materiellem Elend fristet.
- George Osborne, Verlobter und erster Ehemann Amelia Sedleys, Offizier im Rang eines Hauptmanns; fällt in der Schlacht bei Waterloo; gut aussehend und leichtsinnig.
- Mr. Osborne (der alte Osborne), bulliger Vater von George und seinen Schwestern, ebenfalls Börsenspekulant; zum Teil verdankt er seinen Reichtum dem alten Sedley, den er nach dessen Fall erbarmungslos verhöhnt.
- William Dobbin, treuer Schulfreund und Beschützer George Osbornes; Offizier zunächst im Rang eines Hauptmanns, später im Majorsrang; Taufpate des kleinen Georgy und zweiter Ehemann Amelia Sedleys.
- Sir Pitt Crawley (der alte Crawley), englischer Landadliger, Eigentümer von Schloss und Anwesen in Queen’s Crawley und des Londoner Stadthauses der Familie; prozesssüchtiger Geizhals; nach dem Tod seiner zweiten Ehefrau hält er erfolglos um die Hand Becky Sharps an.
- Miss Crawley, reiche Halbschwester von Sir Pitt Crawley; vergnügungssüchtige und antiklerikal gesinnte alte Jungfer, die zwischen London, Brighton und Queen’s Crawley hin- und herpendelt; zu Zeiten der Französischen Revolution war sie Gönnerin französischer Exilanten; alle Crawleys rivalisieren erbittert um die Begünstigung ihrer Person im Testament der alten Dame.
- Rawdon Crawley, jüngerer Sohn von Sir Pitt Crawley und als Liebling Miss Crawleys zunächst Hauptanwärter auf ihre Erbschaft; Spieler und Haudegen sowie Offizier im Rang eines Obersten; nach seiner Heirat mit Rebecca Sharp wird er enterbt; viele Jahre später trennt er sich von seiner Frau und beschließt sein Leben als Gouverneur auf Coventry Island.
- Mrs. Bute Crawley, durchtriebene Gattin von Ehrwürden Bute Crawley, dem jüngeren Bruder von Sir Pitt Crawley, der als Landgeistlicher die zu Queen’s Crawley gehörende Pfarre innehat; ihr Sohn James Crawley, Student in Oxford, wird, nachdem auch er im Rennen um das Erbe Miss Crawleys leer ausgeht, Nachfolger seines Vaters als Pfarrer.
- Pitt Crawley, frommer älterer Sohn von Sir Pitt Crawley; nach seiner Heirat mit Lady Jane Sheepshanks fällt die Erbschaft Miss Crawleys mangels Alternativen ihm zu; nach dem Tod seines Vaters gehen auch Adelstitel und Anwesen auf ihn über; Parlamentsabgeordneter und Friedensrichter.

### Wichtige Nebenfiguren
- Miss Pinkerton, Dame von majestätischem Auftreten, die gesellschaftlichen Vorurteilen resolut huldigt; Chefin von Miss Pinkertons Erziehungsinstitut für junge Damen in London.
- Lord Steyne, reicher Zyniker und Vertreter des englischen Hochadels; Gatte einer katholischen Adligen schottischer Herkunft, Träger zahlloser europäischer Orden.
- Lady Southdown, Mutter von Lady Jane Crawley und Schwiegermutter des jüngeren Pitt Crawley; als Patronin puritanischer Prediger versorgt sie die Gesellschaft mit Bekehrungstraktaten.
- Miss Briggs, langjährige Kammerjungfer und Vertraute Miss Crawleys; nach deren Tod im Dienst von Rebekka Sharp und Rawdon Crawley.
- Die Schwestern Osborne (Maria und Jane), die beiden Schwestern von George Osborne.
- Die Schwestern Dobbin (Jane und Ann), die beiden jüngeren Schwestern von William Dobbin.

## Bearbeitungen
- Vanity Fair - Jahrmarkt der Eitelkeit" von William Makepeace Thackeray, Gekürzte Lesung mit Percy Adlon Regie: Robert Michal Produktion: Bayerischer Rundfunk 1971. Bearbeitet von Elisabeth Schnack  und von ihr sowie Max Wildi übersetzt, in der ARD-Audiothek.
- Der Roman wurde 1998 unter dem Titel Vanity Fair als Fernsehmehrteiler verfilmt.
- 2004 erschien der Spielfilm Vanity Fair – Jahrmarkt der Eitelkeit von Mira Nair.
- Der Komponist Claus Martin nahm den Stoff als Vorlage zu seinem Musical Vanity Fair (2009).
- 2018 erschien der Fernsehmehrteiler Jahrmarkt der Eitelkeiten von James Strong.
- Hörspiel von Fred von Hoerschelmann, Regie Gert Westphal, SWR2, 2018, EAN 9783742404084

## Ausgaben
- W. M. Thackeray; Mira Koffka (Übers.): Jahrmarkt der Eitelkeit. Mit einem erläut. Essay von Fritz Wölcken. Rowohlt, Reinbek 1957
- Jahrmarkt der Eitelkeit oder Ein Roman ohne Held. Dt. von Theresa Mutzenbecher. München: dtv 2011, ISBN 978-3-423-13999-1
- William Makepeace Thackeray: Jahrmarkt der Eitelkeit – Roman ohne Held. A. d. Englischen v. Hans-Christian Oeser. Reclam, Ditzingen 2023